# Four Faces West
Four Faces West (bra Procurado Vivo ou Morto) é um filme de faroeste estadunidense de 1948 dirigido por Alfred E. Green e estrelado por Joel McCrea, Frances Dee e Charles Bickford. É baseado no romance Pasó por aquí de Eugene Manlove Rhodes.

## Elenco
- Joel McCrea ...Ross McEwen
- Frances Dee ...Fay Hollister
- Charles Bickford ...Pat Garrett
- Joseph Calleia ...Monte Marquez
- William Conrad ...Xerife Egan
- Martin Garralaga ...Florencio
- Raymond Largay ...Dr. Eldredge
- John Parrish ...Frenger
- Dan White ...Clint Waters
- Davison Clark ...Burnett
- Houseley Stevenson ...Anderson
- George McDonald ...Winston Boy
- Eva Novak ...Sra. Winston
- Ethan Laidlaw ...Deputado (sem créditos)